# Agrément de transport au Maroc

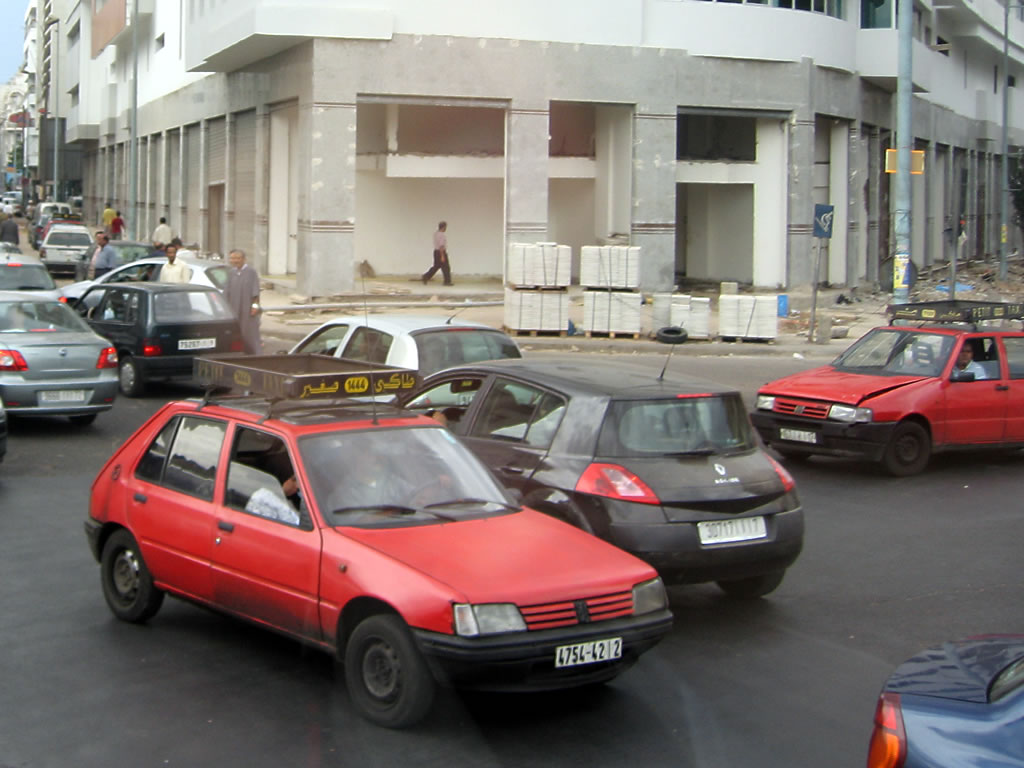
Petit taxis photographié à Casablanca.

Au Maroc, l'agrément ou autorisation de transport est une autorisation délivrée aux citoyens marocains qui en font la demande, pour exploiter le service public de transport. Souvent délivrés dans des conditions très floues, elles visent à aider les rentiers.

## Législation
Le Dahir no 1.63.260 du 24 joumada II 1383 (2 novembre 1963) relatif aux transports par véhicules automobiles sur route tel qu'il a été modifié et complété par la loi no 16.99, stipule dans son article 5 que :
Quiconque veut exploiter un service public de transports routier en commun de voyageurs par véhicules automobiles, doit :
1. être marocain ;
2. être personnellement agréé à cet effet ;
3. obtenir, en outre, pour chacun des véhicules affectés au service, une carte d'autorisation spéciale.

D'après les articles suivants, les agréments sont délivrés par une "commission des transports" pour une durée de sept ans renouvelable.
Il n’existe aucun critère de sélection ni de suivi des rentiers ni aucun bureau de dépôt des demandes des agréments.
Par ailleurs, l’existence d’un agrément ne garantit pas à la 
population l’exploitation de celui-ci – si le détenteur de l’agrément ne trouve pas preneur pour le prix qu’il souhaite il peut prendre la 
décision de laisser celui-ci dormir et ne rien faire du tout.

### Polémique au sujet des bénéficiaires des agréments
Conformément au programme gouvernemental du gouvernement Benkirane qui prône la lutte contre l'économie de rente, le ministre de l'Equipement et du transport Abdelaziz Rabbah a décidé de publier le 29 février 2012 la liste des bénéficiaires, des agréments de transport de voyageurs par autocars. 
Cette liste comporte 3 681 autorisations de transport profitant à 1 478 personnes physiques ou morales. La publication de cette liste a suscité un vif débat sur la scène publique au Maroc.